# Siegel Pennsylvanias
Das Siegel des US-Bundesstaates Pennsylvania hat als zentrales Objekt einen Schild.

## Beschreibung

Flagge Pennsylvanias

Der Schild enthält im obersten Drittel ein Schiff unter vollen Segeln, in der Mitte einen Pflug und im unteren Drittel drei Weizenbündel.
Diese Symbole repräsentieren die Bedeutung von Handel, Arbeit, Ausdauer und Landwirtschaft für die Wirtschaft des Staates, sowie einiger seiner geographischen Teile (Philadelphia, die größte Stadt des Staates, wird beispielsweise durch das Schiff repräsentiert).
An den beiden Seiten des Schildes sind ein Maisstängel und ein Olivenzweig; dies stellt die Anerkennung des Staates für seine Vergangenheit und die Hoffnungen für die Zukunft dar.
Ein Adler, der auf dem Schild steht, symbolisiert die Souveränität des Staates. Der äußere Ring des Siegels trägt die Worte „Seal of the State of Pennsylvania“.